# Cosme Codas Ynsfrán
Cosme Concepción Coda Insfran (Villarrica, 1861 – Villarrica, ...) è stato un politico e avvocato paraguaiano.
Ricoprì la carica di sindaco di Villarrica, essendo nominato con decreto del Potere Esecutivo del 4 febbraio 1910, diventando così la prima autorità municipale di questa gerarchia nella storia della città di Villarrica.

## Biografia
Cosme Concepció Coda Insfrán nacque a Villarrica, nell'anno 1861. I suoi genitori erano Don Cosme Damián Coda, un italo-paraguaiano figlio del genovese Giacomo Coda, e Ramona Insfrán. Sposò Carmen Papaluca il 25 maggio 1894.

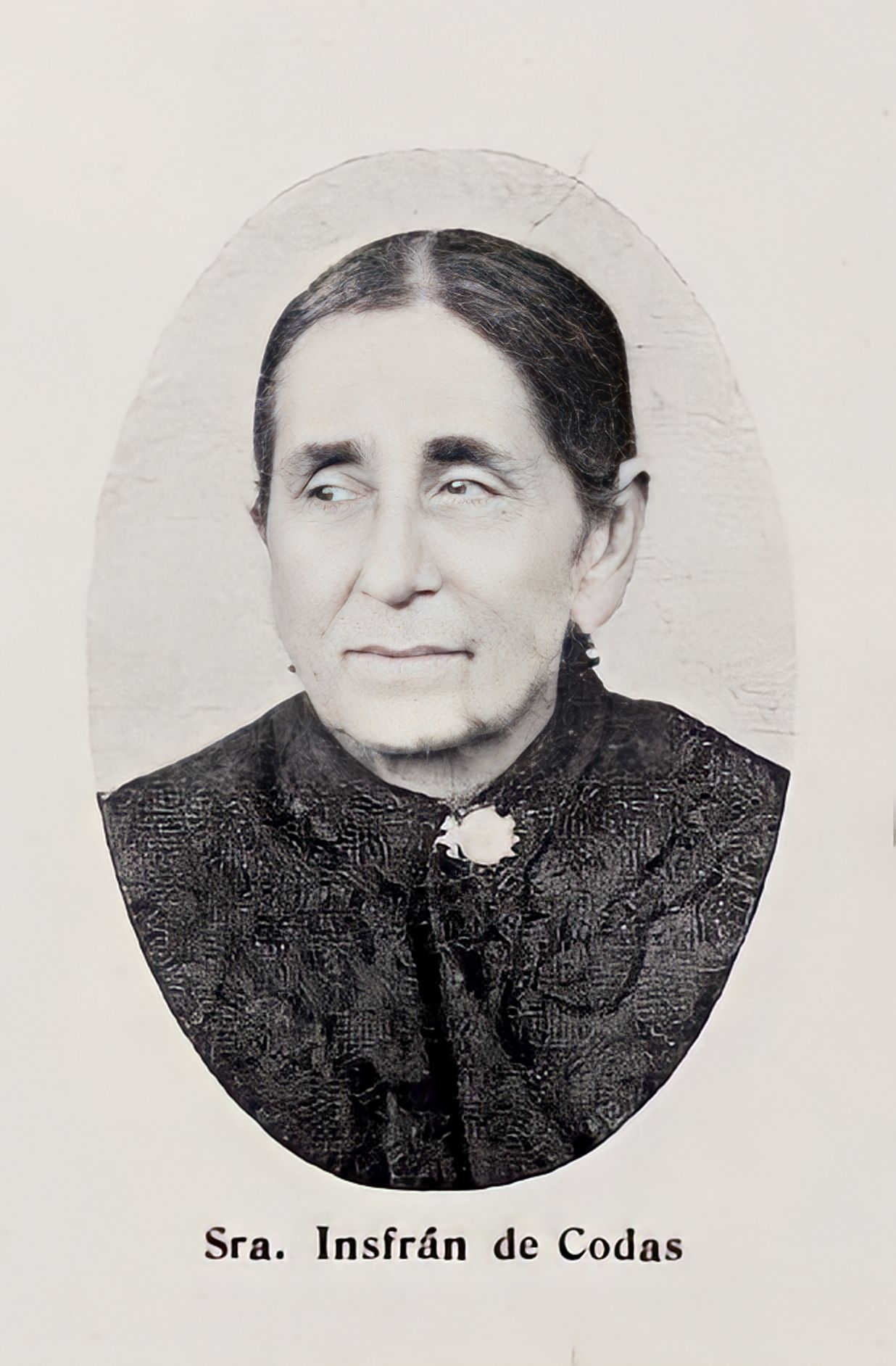
Madre di Don Cosme Codas

## Intendencia municipale di Villarrica

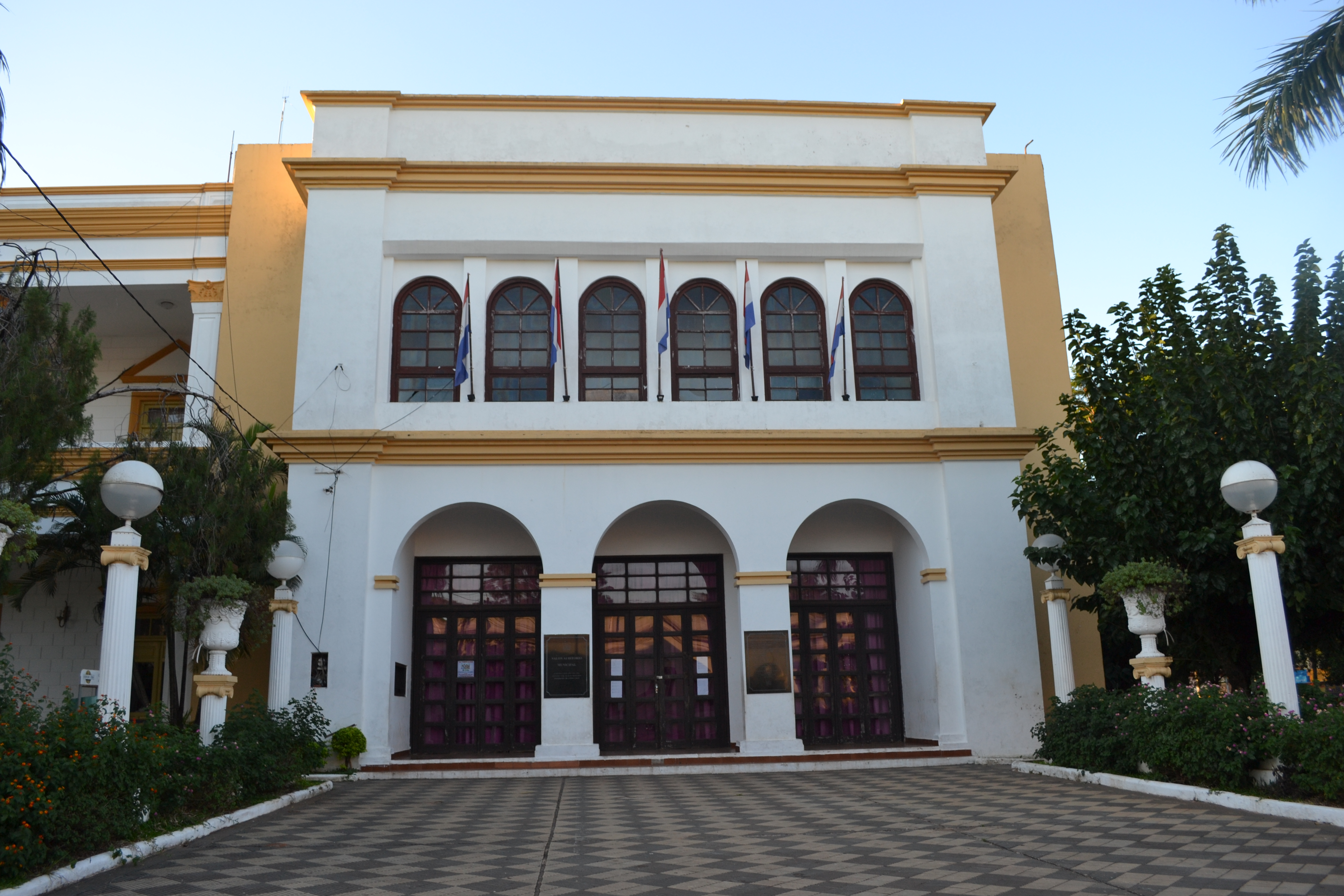
Teatro Municipale di Villarrica

Il 4 febbraio 1910 fu nominato con decreto esecutivo sindaco della città di Villarrica del Espiritu Santo, durante il governo del presidente della Repubblica Emiliano González Navero, diventando la prima autorità municipale di questa città. Nel 1911 fu realizzata la costruzione del Teatro Municipale Villarrica, progettato dal signor Hans Shelman, e inaugurato nel luglio 1913, sotto la direzione e promotori di questa impresa, Cosme Coda, Emilio Mastrazzi, Damián Velázquez e Juan Lombardi, e dopo la costruzione del palazzo municipale, due anni dopo, nel pomeriggio del 14 luglio 1913, durante il governo Coda, l'edificio venne inaugurato.